# Anthus longicaudatus
Anthus longicaudatus var tidigare en afrikansk fågelart familjen ärlor inom ordningen tättingar. En omvärdering av typexemplaret samt andra insamlade exemplar 2014 visar dock att ett av dem i själva verket är en hona långnäbbad piplärka och att de övriga inte går att skilja från Anthus vaalensis. De allra flesta taxonomiska auktoriteter behandlar därför inte längre longicaudatus som en god art.